# Gisborne (regija)
Gisborne (maorski: Tai Rāwhiti) je jedna od 16 regija u Novom Zelandu.

## Zemljopis
Regija se nalazi u sjeveroistočnom dijelu Sjevernog otoka. Površina joj iznosi 8.355 km². Susjedne regije su Bay of Plenty na zapadu i Hawke's Bay na jugu. 

## Administrativna podjela
Središte i najveći grad regije je Gisborne, koji je ujedno i sjedište Regionalnog vijeća.

## Stanovništvo
Prema popisu stanovništva iz 2011. godine u regiji živi 46.600 stanovnika, dok je prosječna gustoća naseljenosti 5,6 st./km². Rijetko je naselja i izolirana regija, s malim naseljima uglavnom u malim uvalama duž istočne obale. U središtu regije živi 34.300 stanovnika, niti jedno drugo naselje nema više od 1000 stanovnika, druga najveća naselja su Tolaga Bay i Ruatoria s oko 800 stanovnika 2001. godine.

## Vanjske poveznice
- Službena stranica regije